# Женщина, жизнь, свобода

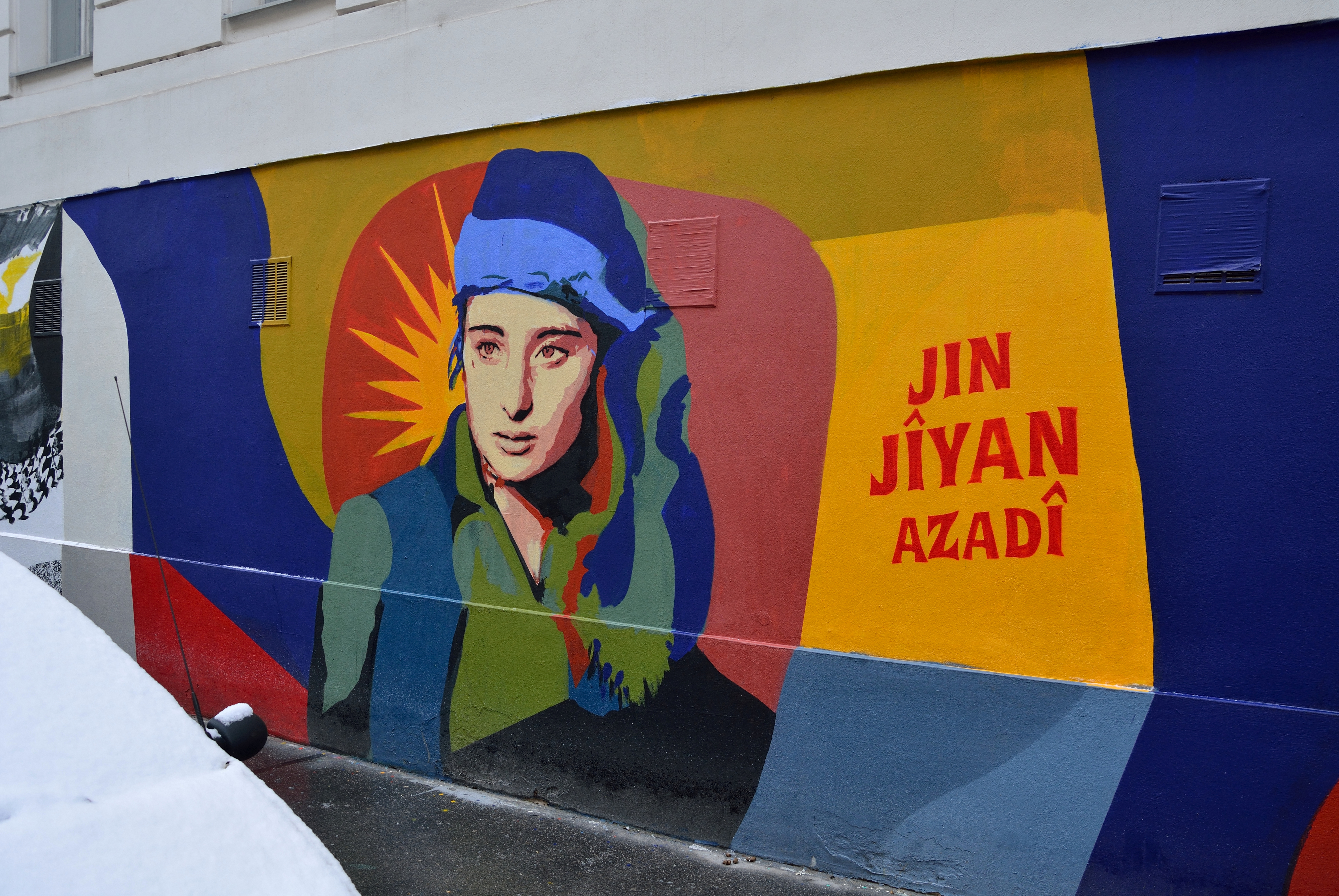
На фреске в Вене изображена курдская женщина и лозунг «Женщина, жизнь, свобода» (на курдском языке)

«Же́нщина, жи́знь, свобо́да» (курд. Jin, Jîyan, Azadî, ژن، ژیان، ئازادی, перс. زن، زندگی، آزادی‎, англ. Woman, Life, Freedom / Woman, Life, Liberty,) — популярный политический лозунг курдов, используемый как в курдских движениях за независимость, так и в демократических конфедералистских движениях. Этот лозунг стал активно использоваться во время протестов, которые произошли в ответ на смерть курдянки Махсы Амини.
Курдский лозунг «Женщина, жизнь, свобода» скандируют вместе с лозунгом «Мужчина, родина, процветание». Его пишут на персидском языке, не на курдском — курдский в Иране учить запрещено.

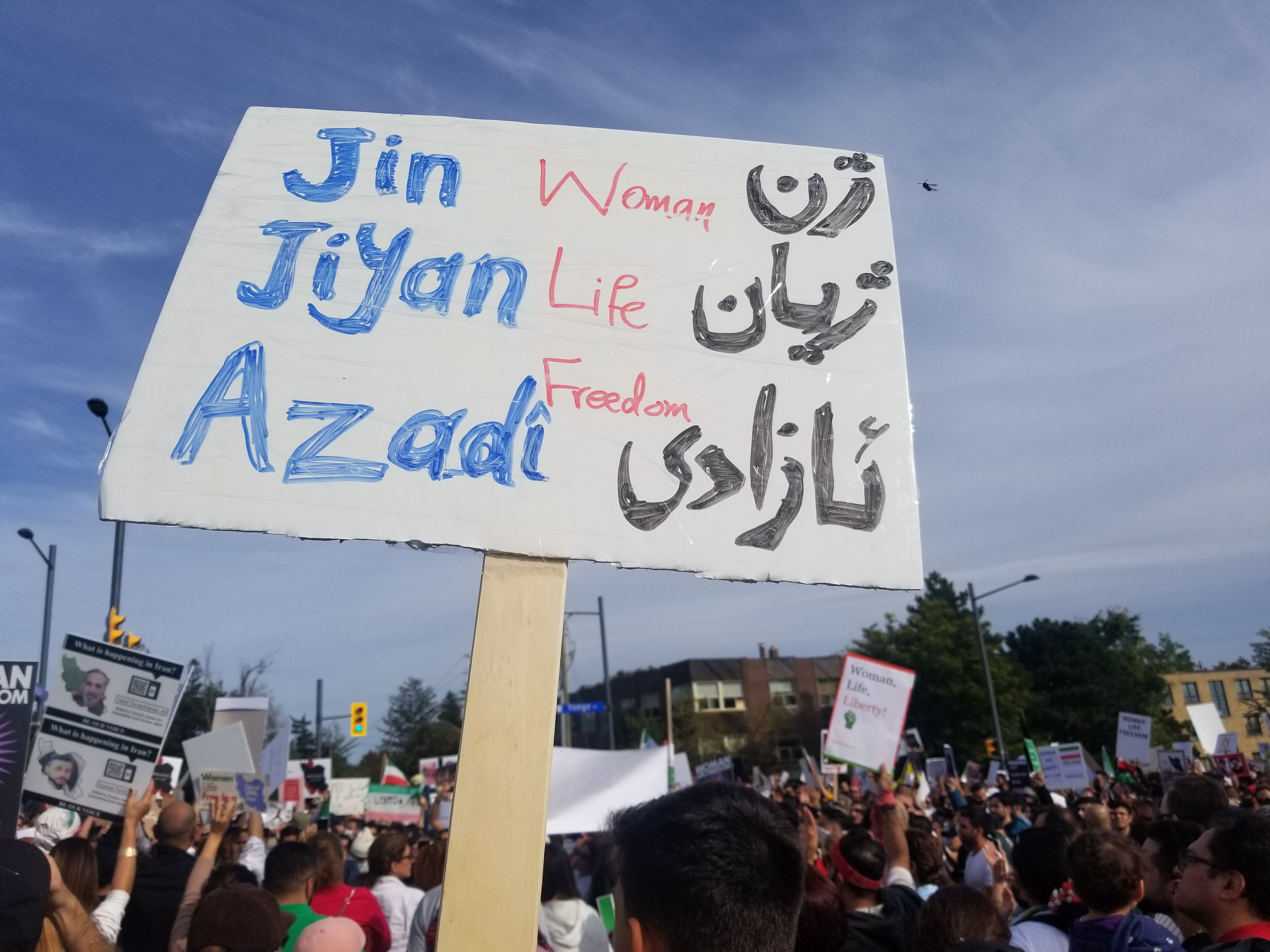
Плакат с лозунгом, написанным на курдском, английском и персидском языках

## Источник
Происхождение лозунга можно проследить до курдского движения за свободу конца XX века. Впервые этот лозунг был использован членами курдского женского движения, части курдского движения за свободу, которое было основано в ответ на преследования со стороны правительств Ирана, Ирака, Турции и Сирии. Его популяризировали курдские деятели, такие как Абдулла Оджалан, в своих антикапиталистических и антипатриархальных произведениях (согласно отдельным источникам, лозунг был придуман Оджаланом). С момента своего первого использования этот лозунг использовался как членами курдских организаций, так и теми, кто не входит в курдское движение. Этот лозунг также использовался курдами из Отрядов женской самообороны в войне против Исламского государства (ИГ).
Лозунг считался привлекательным из-за своего правописания, ритма и коннотационного значения.

## Распространение по миру
Лозунг стал популярным в других акциях протеста по всему миру. Например, 25 ноября 2015 года он использовался на митингах по случаю Международного дня борьбы за ликвидацию насилия в отношении женщин в нескольких европейских странах.

### Афганистан

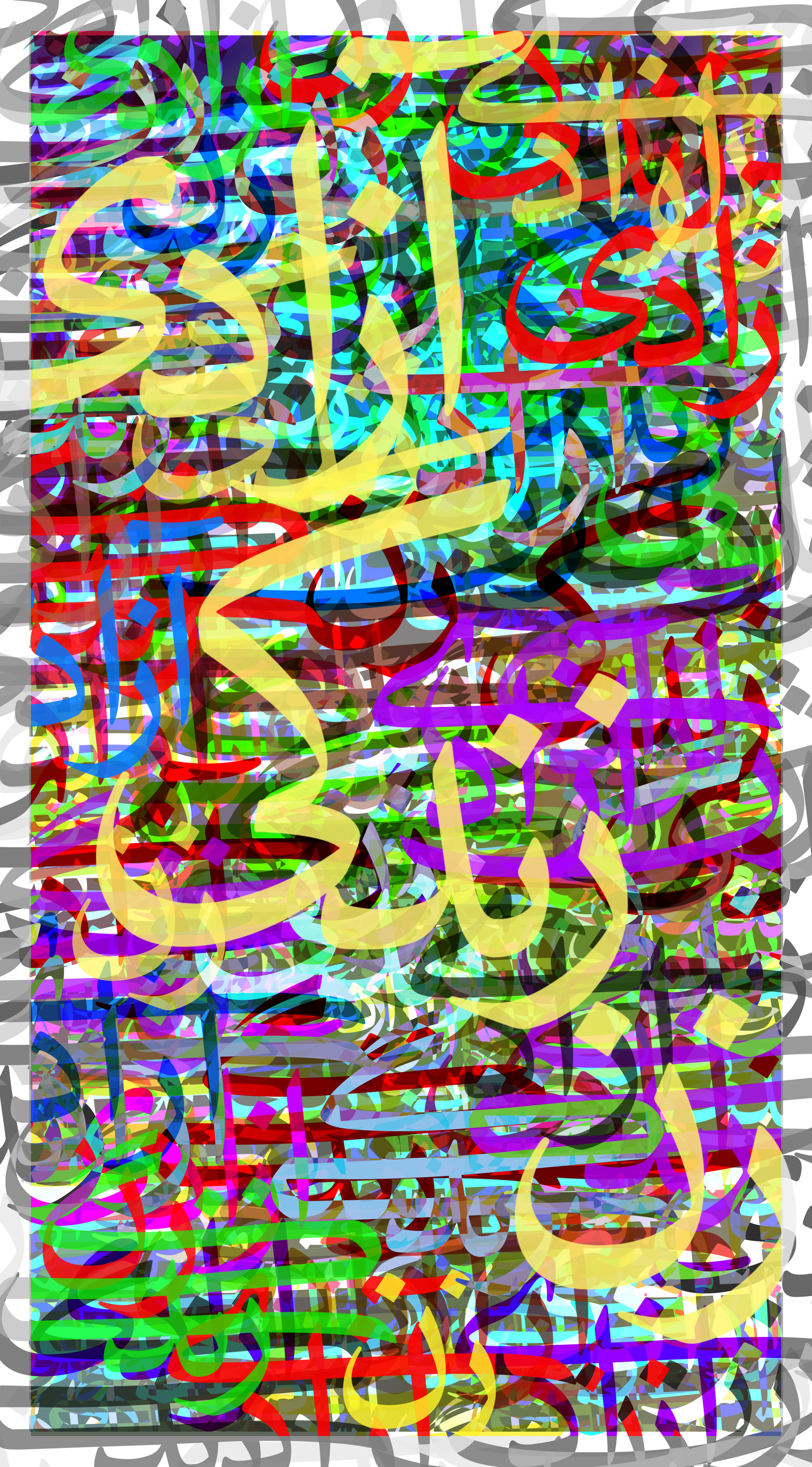
Художественное произведение с лозунгом «Женщина, жизнь, свобода» на персидском языке

20 сентября 2022 года этот лозунг скандировали афганские женщины в знак протеста в поддержку женщин, протестующих в Иране.

### Франция
В 2018 году во время Каннского кинофестиваля актёры пьесы «Девушки солнца» скандировали «jin jîyan azadî». Позже этот лозунг был напечатан на персидском языке на первой странице французского журнала Libération в сентябре 2022 года после протестов по поводу смерти курдянки Махсы Амини.

### Иран
Первое использование слогана «Женщина, жизнь, свобода» восходит к серии протестов после смерти Махсы Амини в сентябре 2022 года. Этот лозунг впервые прозвучал на похоронах Амини в Саккезе, а затем прозвучал во время первых протестов в Санандадже после похорон. 21 сентября этот лозунг скандировали студенты Тегеранского университета, а в последующие дни — протестующие по всей стране. 28 сентября и на дальнейших протестах студенты Ширазского университета медицинских наук использовали этот лозунг с продолжением: «Женщина, жизнь, свобода; мужчина, родина, процветание».
После распространения иранских протестов на другие города мира в разных городах прошли митинги, на которых протестующие использовали лозунг «Женщины, жизнь, свобода» наряду с другими лозунгами. Французская газета Libération использовала изображение протестов в Иране с лозунгом на персидском языке, за которым следовал его французский перевод. Лозунг также использовался в конце текста песни «Baraye» Шервина Хаджипура, который был задержан полицией после того, как песня получила всемирное признание. Позже песня «Baraye» была исполнена во время глобальных протестов против Ирана 1 октября 2022 года примерно в 150 городах мира.

### Турция

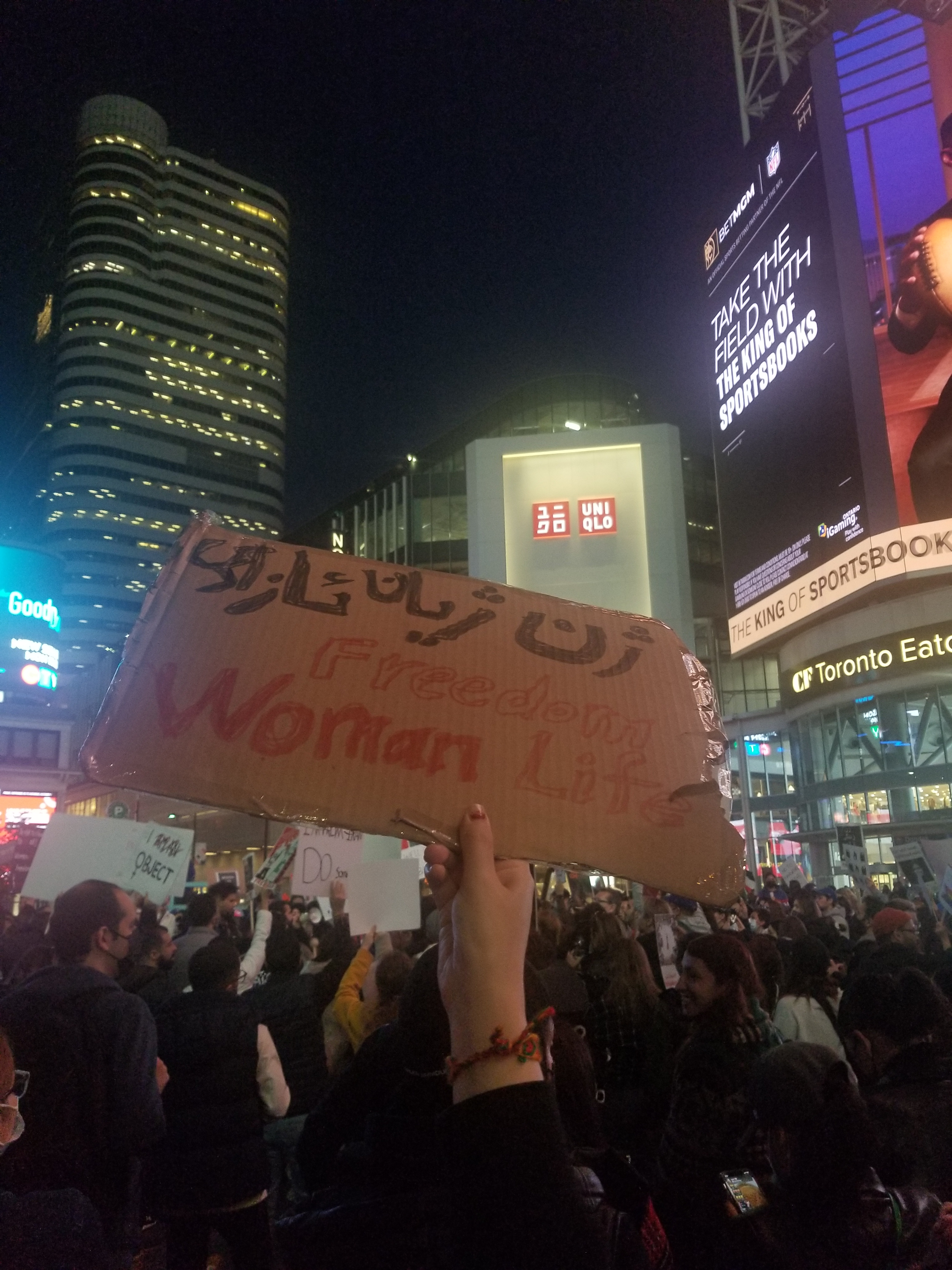
Плакат с надписью «Женщина, жизнь, свобода», написанный на курдском диалекте сорани и английском языках, вынесенный на акцию протеста в Торонто

Этот лозунг неоднократно использовался организацией «Матери субботы» в Турции. Его также скандировали турецкие протестующие в Турции, когда они собрались на акцию протеста перед посольством Исламской Республики Иран 21 сентября 2022 года.

## Отзывы и использование
- Иранский социолог Таги Азадармаки заявил, что этот лозунг является «одним из самых укоренившихся желаний среднего класса»[28][29].
- Иранский социолог Фархад Хосрохавар считает этот лозунг «новым выстрелом в череде гражданских протестов в Иране»[30].
- Социолог Мердад Дарвишпур считает, что лозунг «бросает вызов жестокой патриархальной, смертоносной и авторитарной правящей идеологии»[31].
- Ирано-американский политический аналитик Карим Саджадпур рассматривает лозунг «Женщина, жизнь, свобода» как противодействие правительству[32].
- Мохаммад Фазели, иранский социолог и профессор социологии, считает, что в этом лозунге женщина имеет символическое лицо и демонстрирует ненависть к насилию[33].
- Министр иностранных дел Германии Анналена Бербок выступала за права женщин с плакатами «Jin, Jîyan, Azadî» у партийного комитета[34].
- Шведский член Европарламента Абир Аль-Сахлани остригла волосы в Европейском парламенте во время выступления в знак солидарности с курдскими женщинами в Иране и, взяв ножницы, сказала: «Jin, Jîyan, Azadî»[35].
- Финско-американская курдская певица Хелли Лав выпустила песню Jin, Jîyan, Azadî[36].
- Иранско-голландская певица Севдализа выпустила песню под названием «Woman Life Freedom زن زندگی آزادی»[37].